# Műszaki és Természettudományi Egyesületek Szövetsége
A Műszaki és Természettudományi Egyesületek Szövetsége (rövidítve: MTESZ) 40 műszaki, természettudományi és gazdasági egyesület mintegy 70 000 tagját felölelő szövetsége. A tagegyesületek közül van, amelyik százéves múltra tekinthet vissza. Az egyes egyesületek egymástól függetlenül alakultak meg, és ma is önállóan tevékenykednek közhasznú szervezetek formájában. Vannak olyan feladatok, ahol több szakma vagy tudományág összefogására van szükség, a MTESZ egyik célja, hogy ilyenkor segítse az együttműködést. A MTESZ-t a tag-egyesületek 1948-ban alakították meg. A MTESZ 2013 nyara óta felszámolás alatt áll 

## Célja, tevékenysége
A szervezet kiemelten közhasznú, önfinanszírozó társaság. „A Szövetség célja a reálértelmiség szakmai tudományos értékeinek védelme és továbbfejlesztése, az autonóm tagegyesületek közös törekvéseinek szolgálata, közös érdekeik képviselete, a szakmai-tudományos fejlődés előmozdítása, a tudományos műveltség terjesztése és a tudományos eredmények gyakorlatban történő alkalmazásának segítése.”
Feladatai közül különösen az alábbiak fontosak:
- tudományos tevékenység, kutatás, műszaki fejlesztés,
- nevelés, oktatás, képességfejlesztés, ismeretterjesztés,
- természetvédelem, műemlékvédelem, környezetvédelem,
- nemzetközi kapcsolattartás.

A Szövetség akkreditált Képzési Központja és kihelyezett területi intézetei a felnőttképzés fontos intézményei.
A hatóságokkal kötött megállapodások alapján a Szövetség az alábbi állami és kormányzati átruházott feladatokat látja el:
- szakmai jogszabályok előzetes véleményezése,
- energiahatékonysági és takarékossági szakértői és ingyenes tanácsadói ügyfélszolgálati tevékenység ellátása,
- innovációs és technológiatranszfer, K+F és EU 7 KTF keretprogram, hazai és EU-s pályázati és tanácsadási szolgálat,
- környezetvédelmi pályázatok hasznosulásának vizsgálata.

## Tagszervezetei
- Bolyai János Matematikai Társulat, BJMT
- Bőr-, Cipő- és Bőrfeldolgozóipari Tudományos Egyesület, BCBTE
- Energiagazdálkodási Tudományos Egyesület, ETE
- Eötvös Loránd Fizikai Társulat, ELFT
- Európai Minőségügyi Szervezet Magyar Nemzeti Bizottság, EOQ MNB
- Építéstudományi Egyesület, ÉTE
- Faipari Tudományos Egyesület, FATE
- Gazdálkodási és Tudományos Társaságok Szövetsége, GTTSZ
- Gépipari Tudományos Egyesület, GTE
- Hírközlési és Informatikai Tudományos Egyesület, HTE
- Közlekedéstudományi Egyesület, KTE
- Magyar Agrártudományi Egyesület, MAE
- Magyar Asztronautikai Társaság, MANT
- Magyar Biofizikai Társaság, MBFT
- Magyar Biokémiai Egyesület, MBKE
- Magyar Biológiai Társaság, MBT
- Magyar Biomassza Társaság, MBMT
- Magyar Elektrotechnikai Egyesület, MEE
- Magyar Energetikai Társaság, MET
- Magyar Élelmezésipari Tudományos Egyesület, MÉTE
- Magyar Építőanyagipari Szövetség, MÉASZ
- Magyar Földmérési, Térképészeti és Távérzékelési Társaság, MFTTT
- Magyar Genetikusok Egyesülete, MAGE
- Magyar Geofizikusok Egyesülete, MGE
- Magyar Hidrológiai Társaság, MHT
- Magyar Iparjogvédelmi és Szerzői Jogi Egyesület, MIE
- Magyar Karszt- és Barlangkutató Társulat, MKBT
- Magyar Kémikusok Egyesülete, MKE
- Magyar Meteorológiai Társaság, MMT
- Magyar PB-Gázipari Egyesület, MPE
- Magyar Tudományos, Üzemi és Szaklapok Újságíróinak Egyesülete, MTÜSZÚE
- Magyarhoni Földtani Társulat, MFT
- Méréstechnikai, Automatizálási és Informatikai Tudományos Egyesület, MATE
- Optikai, Akusztikai, Film- és Színháztechnikai Egyesület, OPAKFI
- Országos Erdészeti Egyesület, OEE
- Országos Magyar Bányászati és Kohászati Egyesület, OMBKE
- Papír- és Nyomdaipari Műszaki Egyesület, PNYME
- Szervezési és Vezetési Tudományos Társaság, SZVT
- Szilikátipari Tudományos Egyesület, SZTE
- Textilipari Műszaki és Tudományos Egyesület, TMTE

## Tisztségviselői
A szövetséget az elnökség vezeti, amelynek az elnök (2014-ig Dr. Gordos Géza egyetemi tanár) és nyolc alelnök a tagja. A szervezet főigazgatója Dr. Gagyi Pálffy András, az Ellenőrző bizottság 5 tagú, az elnökét is beleértve.